# Бище
Би́ще (укр. Біще) — село в Бережанской городской общине Тернопольского района Тернопольской области Украины.
До 2020 года входило в Бережанский район.
Код КОАТУУ — 6120480601. Население по переписи 2001 года составляло 547 человек.

## Географическое положение
Село Бище находится на берегах реки Золотая Липа,
выше по течению на расстоянии в 2 км расположено село Дверцы,
ниже по течению на расстоянии в 2,5 км расположено село Подлесное.
Примыкает к селу Поручин.

## История
- 1086 год — дата основания.

## Экономика
- «Свитанок», частное производственное агропромышленное предприятие.

## Объекты социальной сферы
- Школа.

## Достопримечательности

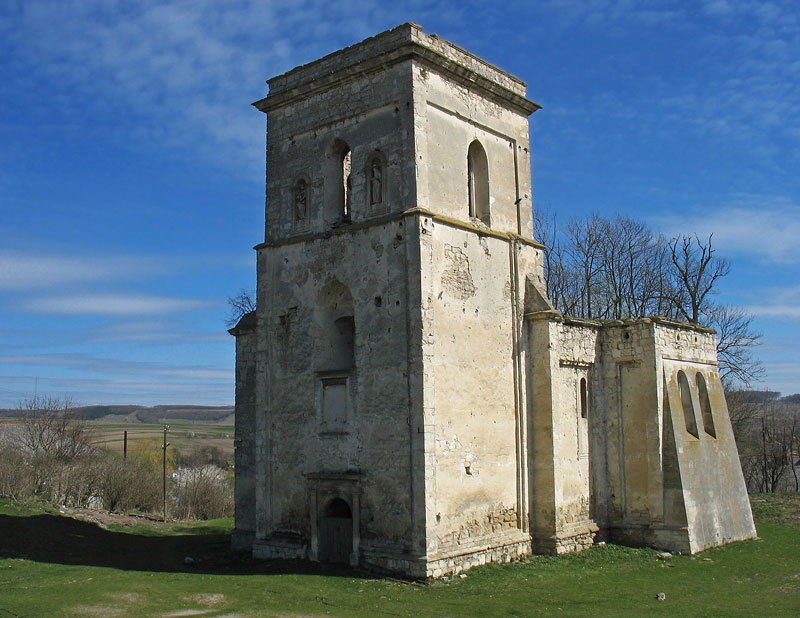
Костёл Успения Девы Марии

- Оборонный костёл Успения Девы Марии.

## Религия
- Церковь Св. Бориса и Глеба.